# Vinko Vidmar
Vinko Vidmar (tudi Vincenc Widmar), slovenski potopisec, * 18. september 1853, Ljubljana, † 26. november 1879, Krško.
Vidmar se je po osnovni šoli na Dunaju in Ljubljani vpisal na mornariško vojno akademijo na Reki in 1873 opravil izpit za kadeta. Zaradi dobrih ocen je bil določen za potovanje okoli sveta s korveto Nadvojvoda Friderik (maj 1874 — julij 1876). Zaradi bolezni pa je moral v Valparaisu prekiniti plovbo. Po vrnitvi v domovino je okoli 2 leti učil risanje na Mahrovi trgovski šoli v Ljubljani. Od jeseni 1878 je učil matematiko, naravoslovje in risanje na novi deški meščanski šoli v Krškem. Konec leta 1879 se je prehladil, zbolel za pljučnico in umrl.
Na potovanjih si je izčrpno zapisoval zanimivosti, ki jih je doživel. Nekaj tega je kot pisma objavil v tisku (1875, 1876). Po smrti je njegov šolski tovariš I. Lapajne iz nemščine prevedel 16 potopisev iz časa mornariškega šolanja ter jih 1880 objavil z naslovom: Življenje na morji in potovanje okoli sveta.